# Insullaoma predicta
Insullaoma predicta är en snäckart som beskrevs av Tom Iredale 1939. Insullaoma predicta ingår i släktet Insullaoma och familjen punktsnäckor. Inga underarter finns listade i Catalogue of Life.